# Àcid avenoleic
L'àcid avenoleic, i de nom sistemàtic àcid (9Z,12Z,15R)-15-hidroxioctadecna-9,12-dienoic, és un àcid carboxílic de cadena lineal amb devuit àtoms de carboni, dos dobles enllaços als carbonis 9 i 12, ambdós cis i amb un grup hidroxil {\displaystyle {\ce {-OH}}} al carboni 15, la qual fórmula molecular és {\displaystyle {\ce {C18H32O3}}}. En bioquímica és considerat un àcid gras.

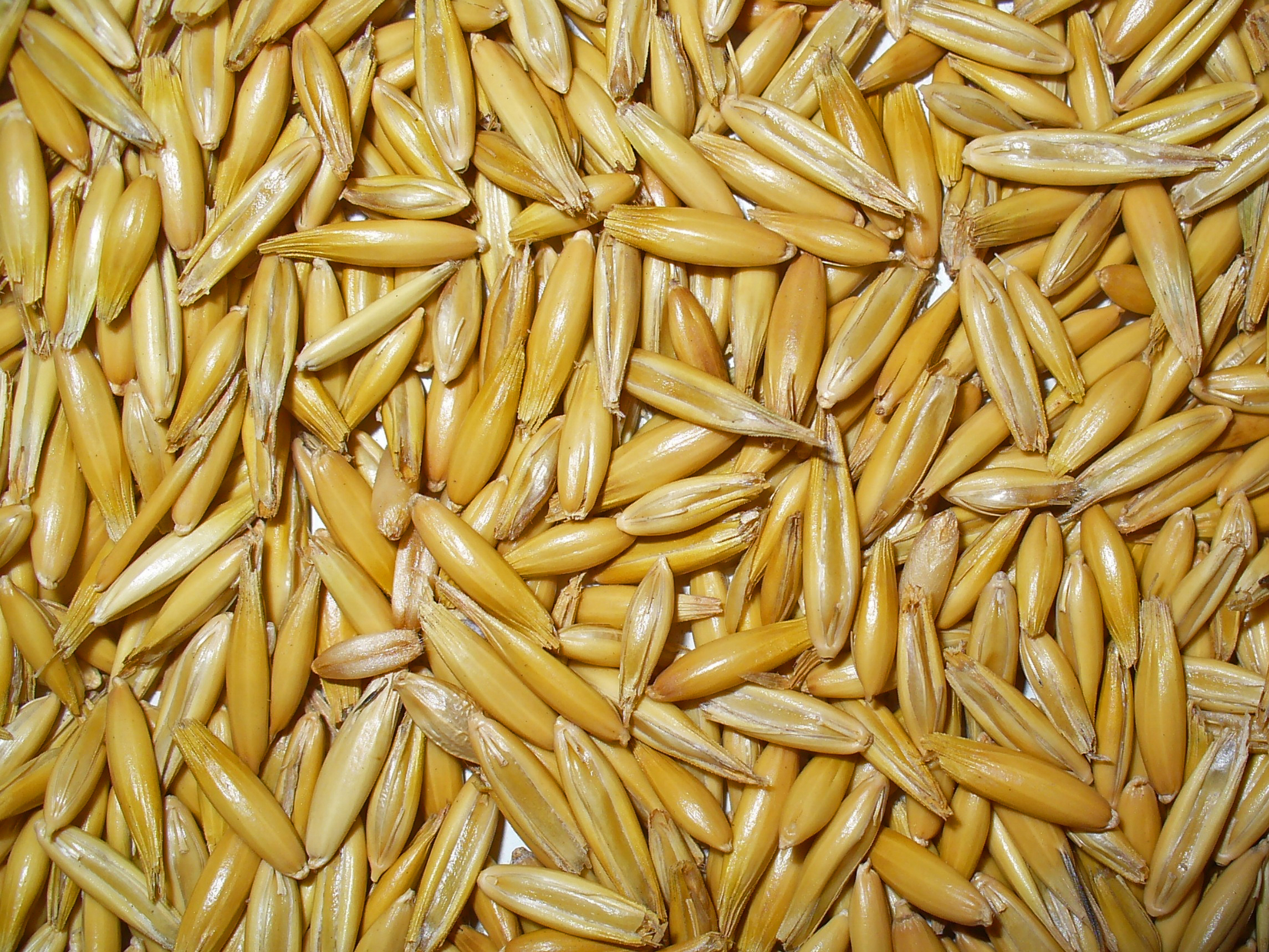
Llavors de civada

Fou descobert el 1997 pel suec Mats Hamberg a les llavors de civada, Avena sativa, del gènere de la qual derivà el nom comú àcid avenoleic. És el component més gran dels glicolípids de la llavor de civada (65 %).